# Sony Ericsson Xperia Arc
Sony Ericsson Xperia Arc är en smartphone från Sony Ericsson.
Telefonen presenterades den 6 januari 2011 under mässan CES 2011 och lanserades under första kvartalet 2011.

## Design
Designen på telefonen är unik eftersom baksidan är formad som ett valv, och därmed namnet "arc" som betyder båge på engelska. Dessutom är mobiltelefonen endast 8,7 mm tunn på det tunnaste stället. Telefonen har även liknande designdrag från sin föregångare Sony Ericsson Xperia X10.

## Hårdvara
Mobiltelefonen har en 4,2" FWVGA TFT-skärm med multitouch (till skillnad från X10) och 16,7 miljoner färger. Kameran på telefonen är på 8,1 megapixlar med bland annat autofokus och bildstabilisator och en LED-blixt. Telefonen filmar i High Definition Video (720p) i 30 fps (bilder per sekund). Mobiltelefonen har sex fysiska knappar, däribland de vanliga navigeringsknapparna för Android, för kamera/video och för volym. På sidan sitter en 3,5 mm hörlurskontakt för hörlurar och ett HDMI-uttag för att kunna visa media på större skärmar. Under skalet sitter samma kraftfulla processor som i HTC:s flaggskeppstelefon Desire HD.

## Mjukvara
Mjukvaran i Sony Ericsson Xperia Arc är baserad på Android 2.3 med Sony Ericssons anpassade gränssnitt Sony Ericsson UX (från User eXperence). 
Till skillnad från de tidigare Android-telefonerna från Sony Ericsson med den äldre versionen av Android, version 1.6 som redan var föråldrat när dessa telefoner släpptes, kommer Xperia Arc ha en nyare version, Android 2.3. Sony Ericsson har även tillkännagivit att telefonens mjukvara kommer att uppdateras betydligt snabbare än dess föregångare. Till skillnad från X10-familjen har Xperia Arc stöd för multitouch-tekniken, vilket innebär att skärmen klarar av att känna av och skilja mellan två eller fler fingrar på skärmen samtidigt.

### 2.3.3 och Facebook Inside
I maj 2011 släpptes en uppdatering för mjukvaran till samtliga nysläppta Xperia-smartphones. Uppdateringen medför bättre batteritid, buggfixar, samt någorlunda bättre prestanda. En annan ny funktion i uppdateringen är funktionen Facebook Inside, som integrerar Facebook globalt i telefonen, detta gäller även telefonens föregångare, Sony Ericsson Xperia X10.